# Волбром
Во̀лбром (на полски: Wolbrom) е град в Южна Полша, Малополско войводство, Олкушки окръг. Административен център е на градско-селската Волбромска община. Заема площ от 10,12 км2.

## Население
Според данни от полската Централна статистическа служба, към 1 януари 2014 г. населението на града възлиза на 8 926 души. Гъстотата е 882 души/км2.